# 奧克利 (烏克蘭)
48°0′8″N 23°0′58″E / 48.00222°N 23.01611°E
奧克利（烏克蘭語：Оклі），是烏克蘭西部的村落，隸屬外喀爾巴阡州的貝雷霍韋區。該村面積1.43平方公里，海拔高度126米，2001年人口366，人口密度每平方公里260人。